# Hydrostatický tlak

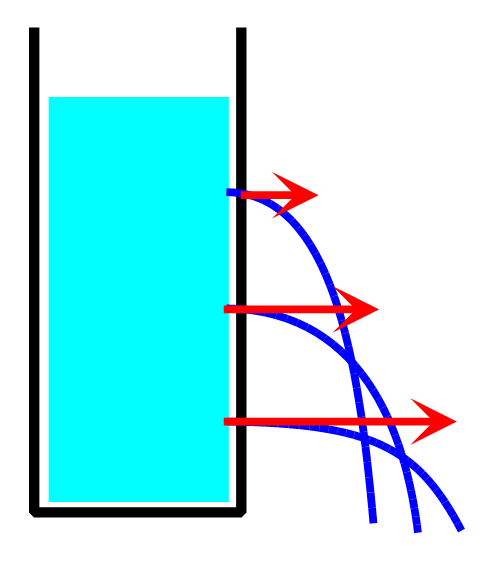
Demonstrace závislosti hydrostatického tlaku na hloubce pod hladinou. V místě s vyšším tlakem voda tryská rychleji.

Hydrostatický tlak je tlak, který vzniká v kapalině její tíhou. Obdoba hydrostatického tlaku působícího v kapalinách se vyskytuje také v plynech, kde se označuje jako aerostatický tlak a pro tlak v atmosféře jako atmosférický tlak. Tlak působící v taveninách kovů se označuje jako metalostatický tlak.

## Popis vzniku a vlastnosti
Hydrostatický tlak působí v kapalině, která je v dané souřadné soustavě v klidu a působí na ni nenulový součet gravitační a setrvačné síly (v nejběžnějším případě je to nenulové tíhové pole). Tlak v kapalině způsobený jinou vnější silou nebo pohybem kapaliny není hydrostatický tlak.
Na kapalinu, která se nachází v tíhovém poli Země, působí tíhová síla. Tato síla má stejný vliv jako kterákoliv jiná vnější síla působící na kapalinu. Volný povrch kapaliny se tedy snaží zaujmout takovou polohu, aby byl kolmý k vnější síle, tedy k tíhové síle. Výsledkem je skutečnost, že volný povrch klidné kapaliny je vždy kolmý k tíhové síle. Např. v nádobách je volná hladina kapaliny vždy vodorovná, hladiny velkých vodních ploch (např. oceánů) jsou zakřiveny jako povrch Země apod.
Hydrostatickým tlakem tlačí kapalina na tělesa do ní ponořená nebo na stěny nádoby nebo na své vlastní části (výše položené části tlačí svou tíhou na níže položené části kapaliny).
Hydrostatický tlak působí všemi směry, díky rozkladu sil mezi částicemi kapaliny do různých směrů.
Hydrostatický tlak závisí přímo úměrně na hloubce v kapalině (výšce kapalinového sloupce), hustotě kapaliny a na tíhovém zrychlení.

## Značení, jednotky, významné hodnoty
- Doporučené značení: p, ph, pg; pro aerostatický tlak přetrvává též zastaralé značení b

- Hlavní jednotka SI: pascal, značka Pa
- Další jednotky: viz Tlak

- Normální tlak, značka pn či p0, zastarale bn:

pn = 101 325 Pa (přesně)
Tato konstanta byla původně stanovena jako střední atmosférický tlak na hladině moře na 45° severní zeměpisné šířky (tj. v tíhovém poli s normálním tíhovým zrychlením) při teplotě 15 °C.

## Výpočet
Hydrostatický tlak je přímo úměrný hloubce {\displaystyle h} pod povrchem kapaliny (tj. výšce kapalinového sloupce nad daným místem, bez ohledu na jeho tvar), hustotě kapaliny {\displaystyle \rho } a tíhovému zrychlení {\displaystyle g}.
Pokud je v nádobě o průřezu {\displaystyle S} se svislými stěnami kapalina do výšky {\displaystyle h}, je objem kapaliny v nádobě {\displaystyle V=Sh}. Jestliže je hustota kapaliny {\displaystyle \rho }, je hmotnost kapaliny v nádobě {\displaystyle m=V\rho }. Tíhová síla působící na dno nádoby je {\displaystyle G=mg=Sh\rho g}. Tlak u dna nádoby má tedy hodnotu {\displaystyle p={\frac {G}{S}}=h\rho g}.
Hydrostatický tlak v hloubce {\displaystyle h} pod hladinou kapaliny o hustotě {\displaystyle \rho } lze tedy zapsat ve tvaru
{\displaystyle p=h\rho g\,}
Působí-li na hladině kapaliny ještě nenulový aerostatický tlak b, je nutno ho přičíst:
{\displaystyle p=h\rho g+b\,}

## Odvození vzorce
Základní vzorec pro tlak zní:
{\displaystyle p={\frac {F}{S}}}. Sílu {\displaystyle F} můžeme napsat jako tíhovou sílu kapaliny {\displaystyle F_{G}} (protože to je právě ta, která způsobuje hydrostatický tlak).
Vzorec nyní vypadá takto {\displaystyle p={\frac {F_{G}}{S}}}. Tíhová síla je součin tíhového zrychlení a hmotnosti tělesa, tedy
{\displaystyle p={\frac {m\cdot g}{S}}}kde hmotnost napíšeme jako součin hustoty a objemu.
Vzorec nyní bude vypadat takto: {\displaystyle p={\frac {\rho \cdot V\cdot g}{S}}}. Objem u izometrických těles je roven obsahu jejich podstavy krát jejich výška
{\displaystyle p={\frac {\rho \cdot S\cdot h\cdot g}{S}}}. Obsah {\displaystyle S} je v čitateli i ve jmenovateli, můžeme jej vykrátit a získáme konečný vzorec
{\displaystyle p=\rho gh}